# Wit vaandel

Wit vaandel, Britse oorlogsvlag ter zee

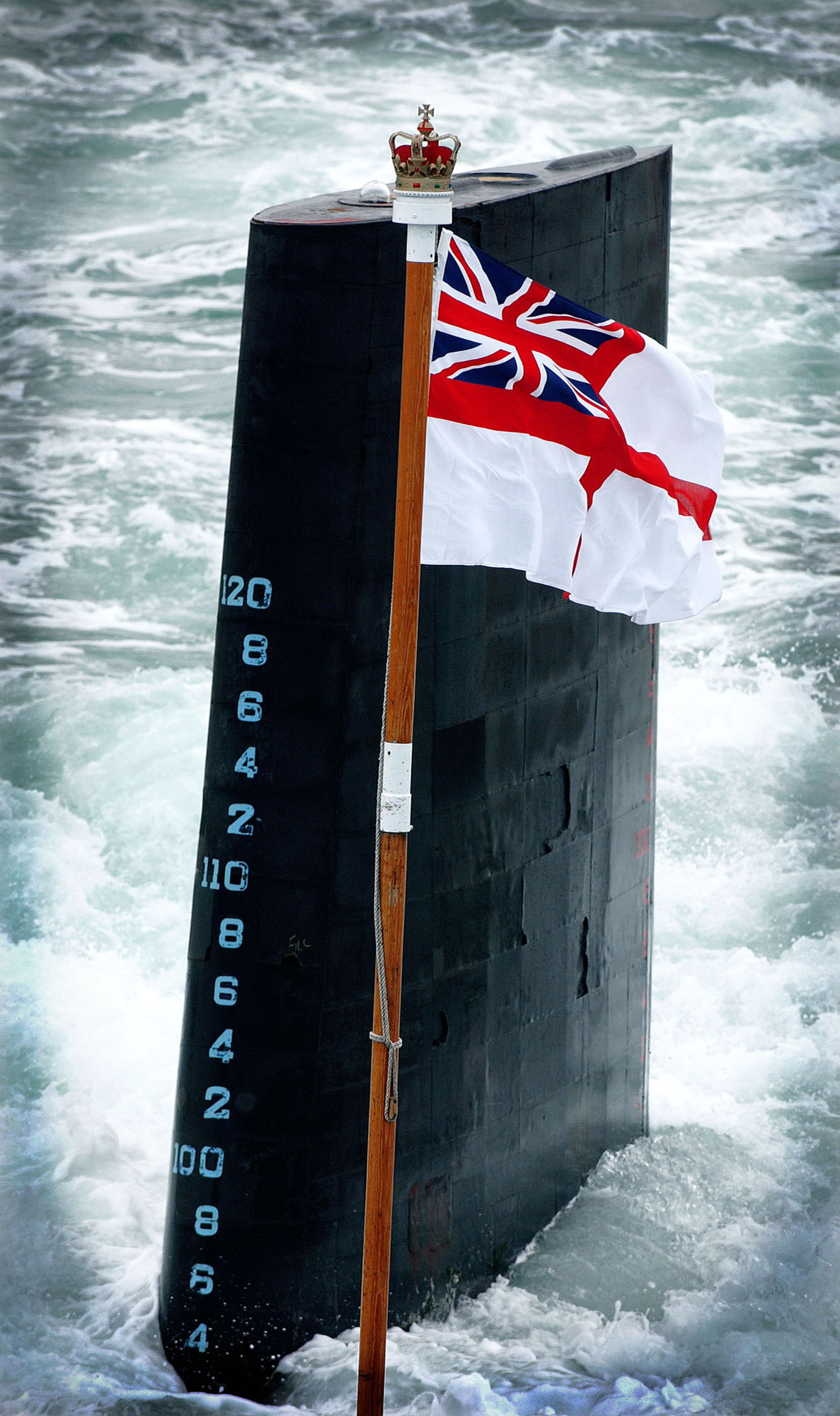
HMS Trafalgar (S107)

Het Witte vaandel (Engels: White Ensign, vroeger ook wel St George's Ensign genoemd ter onderscheiding van een vlag zonder kruis die gelijktijdig in gebruik was) is een Brits vaandel en is tegenwoordig de officiële Britse oorlogsvlag ter zee. Het vaandel wordt als landsvlag gebruikt op schepen en walinrichtingen van de Royal Navy. Het wordt ook gevoerd op jachten van het Royal Yacht Squadron en door schepen van Trinity House die de regerend vorst van het Verenigd Koninkrijk begeleiden.
Van 1652 tot 1864 was het Witte vaandel tevens in gebruik als oorlogsvlag ter zee voor het Witte eskader van de Royal Navy dat voornamelijk opereerde rond de Britse kust, voor de kust van Frankrijk en op de Middellandse Zee.
Het vaandel bestaat tegenwoordig uit een witte ondergrond met daarop het kruis van St. Joris in rood, en met de Union Jack in het kanton.
Varianten op het vaandel worden gevoerd door enkele andere naties, met hun eigen landsvlag in het kanton, waarbij het kruis soms is vervangen door een symbool van de nationale marine of geheel is weggelaten. Jachten van de Royal Irish Yacht Club voeren een wit vaandel met de Ierse driekleur in het kanton en met een gekroonde harp uit het wapen van Ierland. Wanneer een symbool op een wit vaandel is geplaatst, spreekt men van een gedefacet White Ensign.

## Geschiedenis

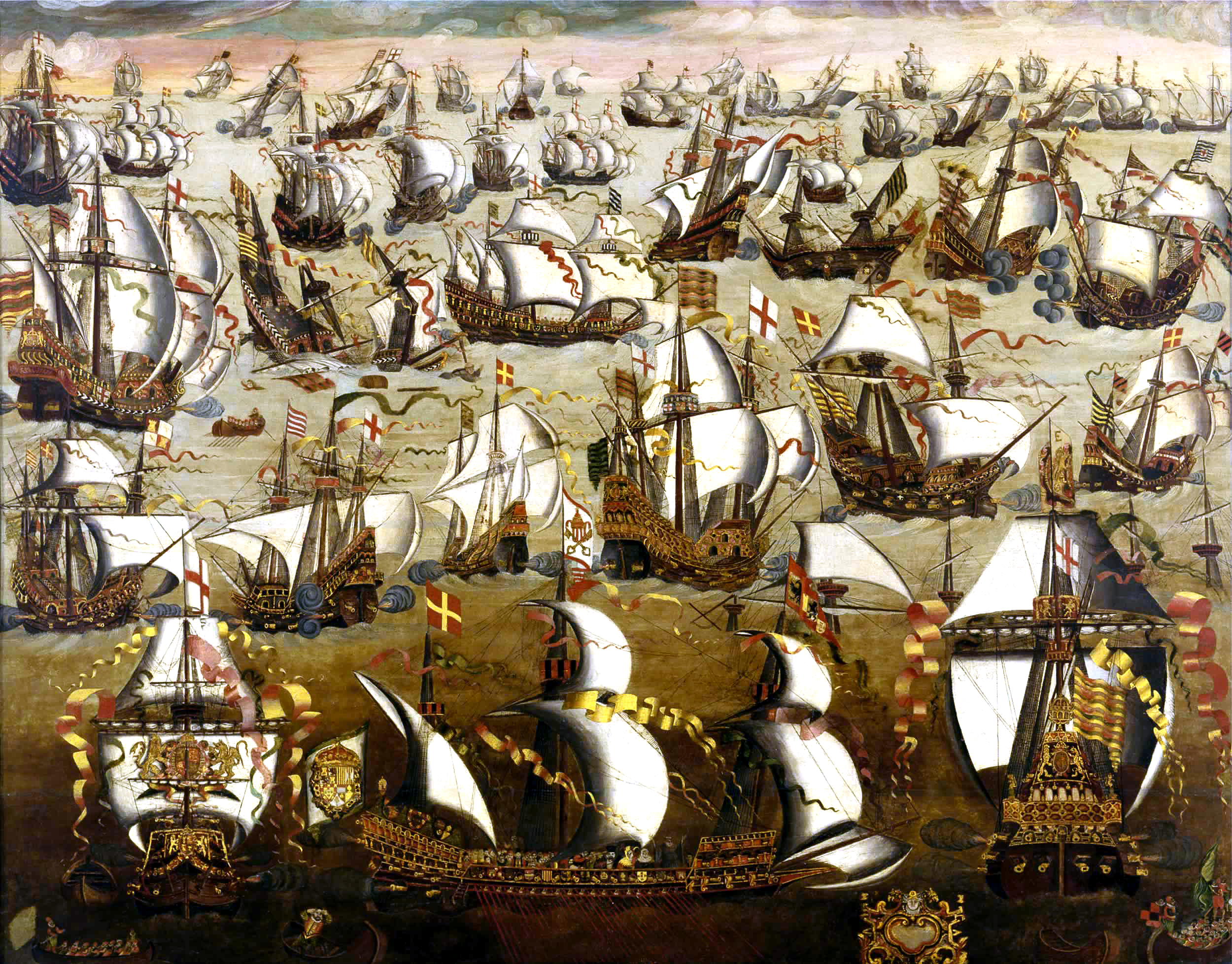
Gestreepte vaandels op zowel Engelse als Spaanse galjoenen in 1588 (klik op de afbeelding voor details)

### 16e eeuw-1864
Engelse marinevaandels werden in de zestiende eeuw voor het eerst gebruikt. Ze waren destijds vaak groen en wit gestreept (de kleuren van de Tudors), maar ook andere kleuren waren in gebruik om verschillende eskaders te kunnen onderscheiden, zoals blauw, rood en bruin. Op schilderijen van de gevechten tussen de Engelsen en de Spaanse Armada in 1588 is te zien dat beide partijen gebruik maakten van dergelijke vaandels. Later werd het kruis van St. Joris in het bovenste kanton geplaatst, of over het gehele veld genaaid op de wijze zoals nu nog in gebruik is. Ten tijde van de regering van het Huis Stuart waren dergelijke vaandels nog in gebruik. De marinevlag van 1623 wordt beschreven als "met vijftien horizontale strepen, afwisselend blauw, wit en geel en met een kruis van St. Joris in het kanton". Na 1630 raakte dit ontwerp in onbruik. Het gebruik van horizontale strepen is terug te vinden in de vlag van de East India Company (1600), in de Grand Union Flag van de Verenigde Staten uit 1775, die de basis vormde voor de moderne vlag van de Verenigde Staten, en in de rood-wit-blauw gestreepte vlag van Hawaï.
Het eerste als zodanig herkenbare Witte vaandel verscheen in de 16e eeuw en bestond uit een wit veld met een groot breed kruis van St. Joris over het geheel, met in het kanton een klein kruis van St. Joris. In 1630 bestond het Witte vaandel eenvoudig uit een wit veld met een klein rood kruis in het kanton, hetzelfde patroon als op op de rode en blauwe vaandels uit die tijd.  In 1707, na de vereniging van Engeland (samen met Wales) en Schotland tot het Koninkrijk Groot-Brittannië, werd het grote kruis geherintroduceerd, maar ditmaal smaller uitgevoerd, en werd de Engelse vlag in het kanton vervangen door de vlag van Groot-Brittannië. Op 1 januari 1801, na de toetreding van het koninkrijk Ierland tot het Verenigd Koninkrijk van Groot-Brittannië en Ierland, werden vlag en vaandels aangepast tot de vorm waarin wij ze nu kennen. Op verzoek van de Admiraliteit werd de kleur blauw in de vlag donkerder, zodat de vlaggen niet zo vaak hoefden te worden vervangen. De ratio van de vlag werd in 1687 vastgesteld op 11:18; in de loop van de 18e eeuw werd dit gewijzigd in 5:9. Sinds 1837 is de ratio van de vlag vastgesteld op 1:2.
Bij de reorganisatie van de Royal Navy door admiraal Robert Blake in 1652 werd de vloot verdeeld over drie eskaders, die ieder een eigen gebied toegewezen kregen waarin ze opereerden. Tot 1864 gebruikte de Royal Navy drie vaandels die de kleur aangaven van het eskader waartoe het onderdeel behoorden: rood, wit en blauw. De hoogste officieren van deze onderdelen hadden een verschil in senioriteit, met het rode eskader als hoogste en het blauwe als laagste bij gelijke rang.

### 1864-heden
In 1864 veranderde een "order in council" van de Admiraliteit het gebruik van de vaandels. Het Rode vaandel werd toegewezen aan schepen van de koopvaardij, het Blauwe vaandel aan schepen in openbare dienst of onder bevel varend van een officier in de Royal Naval Reserve. Het Witte vaandel werd aan de Royal Navy toegewezen. Deze situatie is sindsdien ongewijzigd. Opmerkelijk is dat de schepen in dienst van de Britse marine een rood of een blauw vaandel mogen voeren, indien gewenst.

### Vlagafbeeldingen
Onderstaande afbeeldingen tonen de ontwikkelingen van het Witte vaandel sinds het einde van de vijftiende eeuw.

Tudor Ensign (1485–1603)
Stuart Royal Navy Squadron Ensign (1620)
Engels White Ensign (1630–1707)
Wit Squadron Ensign (1702–1707)
Brits White Ensign (1707–1800)

## Huidig gebruik

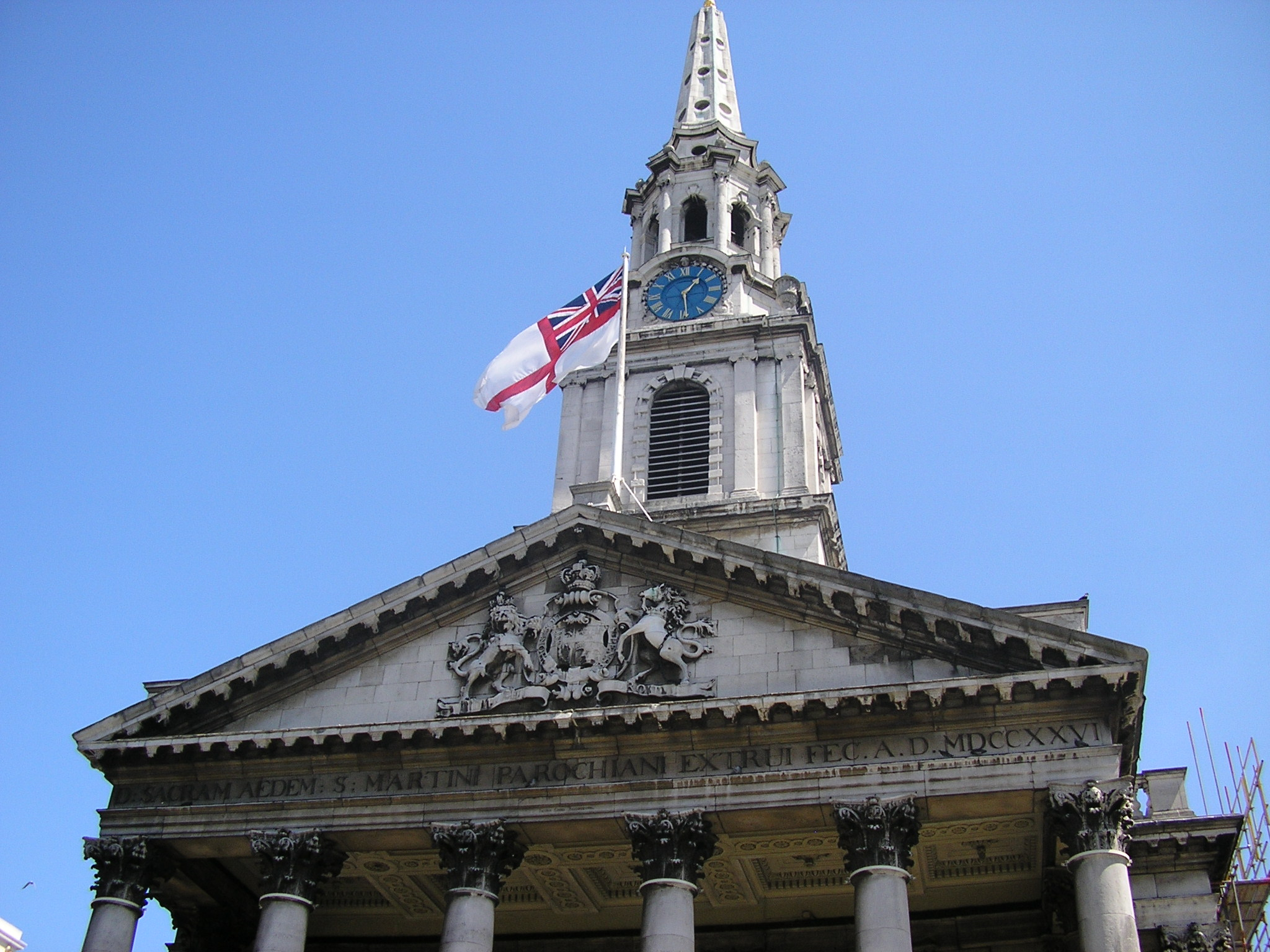
White Ensign op de kerk St. Martin-in-the-Fields op Trafalgar Square (Londen)

Schepen en onderzeeboten van de Royal Navy voeren het vaandel te allen tijde wanneer ze aan de oppervlakte varen. Het Witte vaandel kan op een gaffel worden gevoerd, of kan aan de stuurboordzijde zijn bevestigd wanneer het schip op zee vaart. Aan de wal wordt tijdens daglicht het vaandel aan de achterzijde gevoerd, met de Union Jack als geus op de steven. Het White Ensign wordt bij speciale gelegenheden, zoals de verjaardag van het staatshoofd, in de top van de mast gehesen, en kan op deze wijze worden gevoerd door buitenlandse oorlogsschepen in Britse wateren wanneer deze zijn gepavoiseerd ter ere van een Britse feestdag, of wanneer ze saluutschoten afvuren als groet aan de Britse autoriteiten. Het wordt ook gevoerd op jachten van het Royal Yacht Squadron en door schepen van Trinity House die de regerend vorst van het Verenigd Koninkrijk begeleiden. Op het land kan de vlag worden gehesen op alle walinrichtingen van de Royal Navy. Enkele andere gebouwen met sterke verbindingen met de Royal Navy hebben permissie om het Witte vaandel te hijsen. Een voorbeeld daarvan is St. Martin-in-the-Fields, de parochiekerk van de Britse Admiraliteit.